# Mer de Noms
Mer de Noms (с фр. — «Море имён») — дебютный студийный альбом американской рок-группы A Perfect Circle, выпущенный 23 мая 2000 года на лейбле Virgin Records.
Mer de Noms дебютировал под номером 4 в американском чарте Billboard 200, заняв наивысшую позицию в чартах как дебютный альбом. Продажи альбома за первую неделю составили 188 000 копий. Спустя ему было присуждена платиновая сертификация от RIAA за миллион проданных пластинок. Также в поддержку пластинки вышло три сингла «Judith», «3 Libras» и «The Hollow» — все они попали в топ-20 чартов Billboard US Modern Rock и Mainstream Rock.
Релиз принёс группе награду «Лучший дебютный альбом» от California Music Awards.

## Предыстория

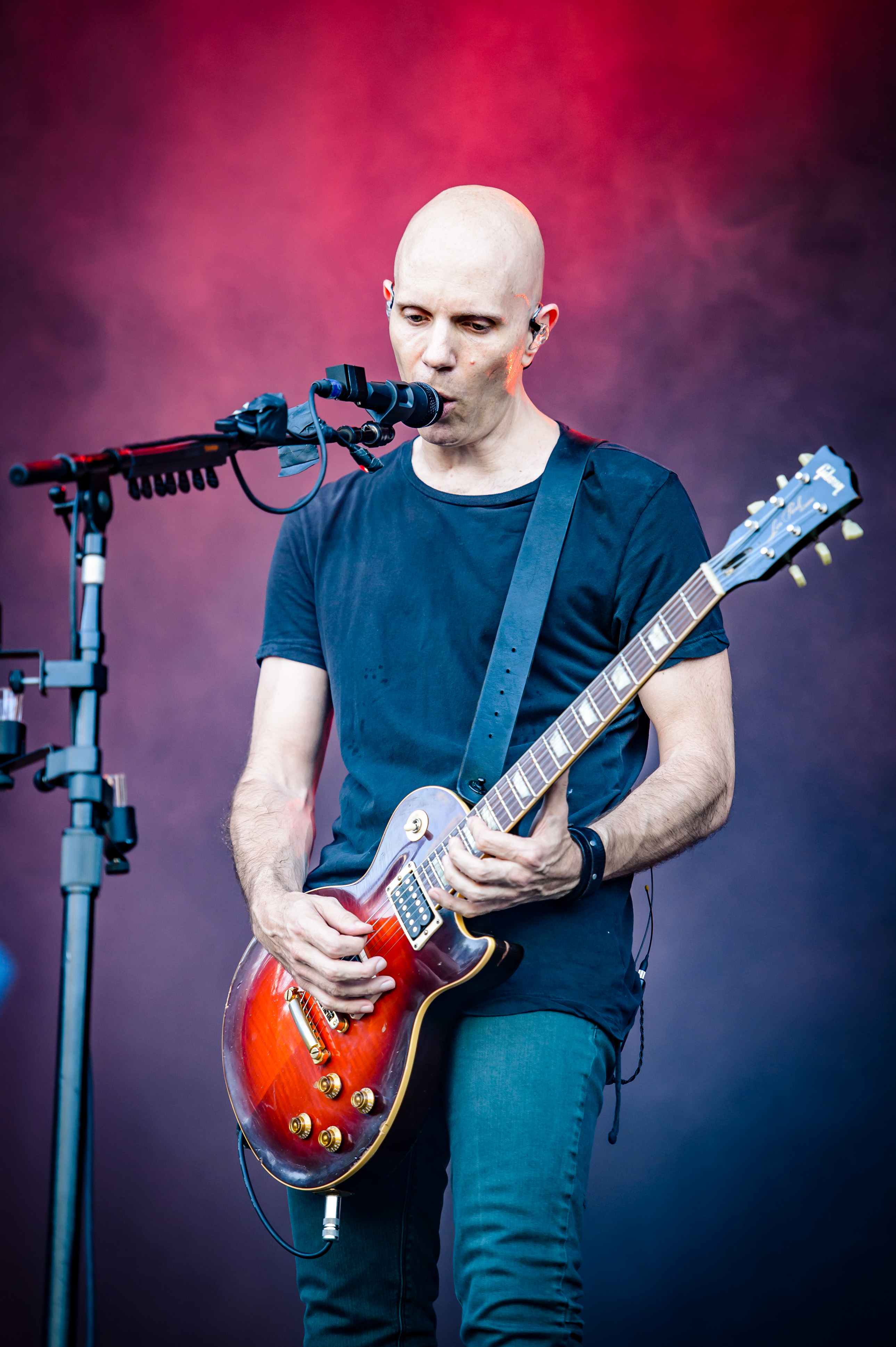
Билли Хауэрдел работал над некоторыми музыкальными композициями ещё в 1988 году (примером могут послужить песни «The Hollow» и «Breña»)

Группа была первоначально задумана Билли Хауэрделом, бывшим гитарным техником таких групп, как: Nine Inch Nails, The Smashing Pumpkins, Fishbone и Tool. Хауэрдел познакомился с вокалистом Мэйнардом Джеймсом Кинаном в 1992 году, когда Tool играли на разогреве группы Fishbone, и они подружились. Спустя три года Кинан предложил Хауэрделу, который искал жилье, комнату в своем доме в Северном Голливуде. Это дало Хауэрделу возможность проигрывать свои музыкальные наработки Кинану, что произвело впечатление на последнего: позже Кинан скажет «я слышал, как пою сам эти песни». Кинан предложил себя на роль вокалиста, на что Хауэрдел согласился не сразу, так как изначально Хауэрдел хотел женский вокал — так образовался коллектив A Perfect Circle. После оба музыканта решили укомплектовать состав группы: туда вскоре вошли басистка и скрипачка Паз Ланшантин (Pixies), гитарист Трой Ван Левен (Failure) и барабанщик Тим Александр (Primus).
Группа отыграла свое первое шоу на Viper Club Reception в Лос-Анджелесе в августе 1999 года, а затем более масштабное и широко разрекламированное шоу на фестивале Coachella в октябре следующего года. Изначально участники A Perfect Circle хотели подписать контракт с лейблом Vulcano Records, так как на этом же лейбле были подписаны Tool, но в итоге выбор пал на Virgin Records — по мнению Кинана они лучше понимали, что он хотел, чтобы группа была не менее важной для Tool, а не второстепенным сторонним проектом. После первых концертов и заключения контракта на запись группа вошла в студию, чтобы начать работу над своей дебютной пластинкой. Вскоре Александр покидает группу и его заменяет Джош Фриз, который ранее работал с Хауэрделом над альбомом Guns N' Roses Chinese Democracy, причём единственным студийным вкладом Александра были барабаны в альбомной версии песни «The Hollow».

## Музыка и лирика
В музыкальном плане звучание альбома «возвращает слушателей в оцепеняющий прог-рок» и «размывает границы между альтернативным роком и хард-роком, причём многие более медленные мелодии демонстрируют интенсивное тление, а не вспышку». Журнал New Yorker также отмечает, что на записи группа экспериментирует с «пластами между хэви-металом и альтернативным роком». В записи альбома были задействованы разные музыкальные инструменты, такие как скрипка, акустические гитары и ксилофон.
Билли Хауэрдел является главной движущей силой A Perfect Circle. В одном из интервью он назвал несколько альбомов, которые определили звучание группы на этом и на последующих её релизах: Kings of the Wild Frontier группы Adam and the Ants, Tinderbox группы Siouxsie & the Banshees, Diary of a Madman Оззи Осборна и Pornography группы The Cure. Часть песен с этих работ Хауэрдел описал как очень тёмные и зловещие, что в общем-то можно прочувствовать и в его собственных композициях. Но всё же заметное влияние на гитарную манеру Хауэрдела оказала музыка Tinderbox: 

<…> одна из самых страшных записей, которые я когда-либо слышал. У некоторых песен там такая плотная атмосфера. 
Большая часть текстов песен альбома была посвящена различным людям, которых знал солист группы Мэйнард Джеймс Кинан. На обложке альбома можно увидеть символы, которые можно перевести как «La Cascade des Prénoms» (с фр. — «водопад имён»). Список композиций состоит из различных имён: «Judith», «Breña», «Rose», «Thomas», «Magdalena», «Orestes» и «Renholdër». Песня «Renholdër» является отсылкой к гитаристу и звукорежиссёру Дэнни Лонеру и читается как «Re:D. Lohner» задом наперёд. Лонер даже не знал, что песня была о нём, несмотря на то, что его имя было спето в песне, правда, в искажённом виде.

## Выпуск и продвижение

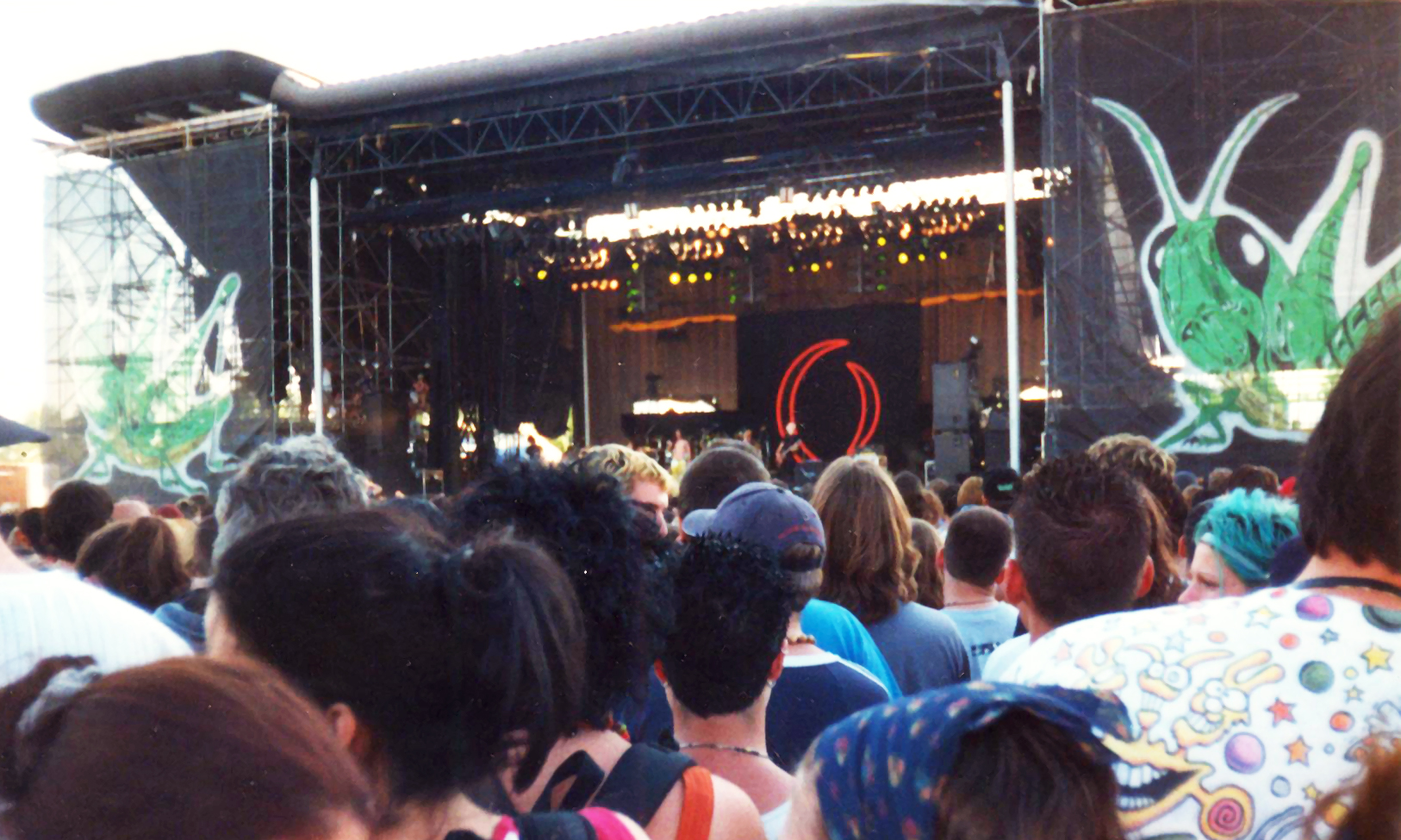
Выступление A Perfect Circle в Монреале в рамках тура Summersault Tour. 12 августа 2000 год.

Промоушен Mer de Noms начался вскоре после записи альбома. За месяц до релиза A Perfect Circle, в качестве разогревающей группы, отправилась на гастроли с индастриал-рок группой Nine Inch Nails в рамках их тура Fragility v2.0, который продлился с апреля по июнь. После группа уже единолично дала ряд концертов по всему миру, выступая в качестве хэдлайнеров восемь месяцев подряд. После выпуска Mer de Noms и тура с Nine Inch Nails, в начале августа группа дала концерт в Канаде рамках гастрольного тура Summersault Tour, выступая на сцене с такими группами, как Our Lady Peace, Deftones, The Smashing Pumpkins и другие; затем состоялся североамериканский тур группы в течение остальной части месяца и сентября. Поскольку Кинан был хорошо известен благодаря своей другой группе, он часто носил длинные парики на своей лысой голове во время всех выступлений A Perfect Circle, дабы дистанцировать себя как фронтмена Tool.
Альбом был выпущен 23 мая 2000 года, и дебютировал под номером 4 в американском чарте Billboard 200, таким образом он занял наивысшую позицию как дебютная рок-пластинка. За первую неделю было продано свыше 188 000 копий альбома, оставаясь при этом на своей позиции в чартах в течение 51 последующих недель. Вскоре количество проданных копий составляло 1 миллион, вследствие чего 31 октября 2000 года альбом был сертифицирован как платиновый Американской ассоциацией звукозаписывающих компаний. В поддержку альбома было выпущено три сингла: «Judith», «3 Libras» и «The Hollow», которые стали коммерчески успешными. Так, в американском чарте Billboard Mainstream Rock все три сингла заняли 4, 12 и 14 позиции соответственно.

## Приём
| Оценки критиков      | Оценки критиков |
| Источник             | Оценка          |
| -------------------- | --------------- |
| AllMusic             | [ 39 ]          |
| Entertainment Weekly | A−              |
| Melody Maker         | [ 41 ]          |
| NME                  | (7/10)          |
| Q                    | [ 41 ]          |
| Rolling Stone        | [ 4 ]           |
| Sputnikmusic         | [ 22 ]          |
| Rock Hard (de)       | 8.5/10          |

Альбом был встречен в основном положительно. Рецензент музыкального сайта AllMusic Нэд Рэггитт высоко оценил музыкальное составляющее альбома, восхваляя «захватывающую комбинацию ноющего вокал Кинана и превосходные песни Хаурдела, а также его продюсерские навыки, которые сделали этот альбом подобием всплеска в 2000 году — лучшим, что было в современном роке». Критик Entertainment Weekly Марк Вайнгартен похвалил альбом за то, что он сохранил музыкальное влияние работы Мэйнарда с инструментом, не звуча столь же зловеще, и что он хорошо сочетался с «дрожжевой гитарной шрапнелью Хауэрдела с действительно красивыми мелодиями и вычурным успешно развитым производством». Журнал Melody Maker прокомментировал релиз следующими словами: «это Killing Joke и Jane's Addiction; это Soundgarden и Alice In Chains; великолепно интимный голос Кинана выталкивается вперёд по всей длине, и это — всасываемые складки его горла, которые тянут вас глубже». В журнале NME писали: «изучая свои испорченные видения, „A Perfect Circle“ создали произведение нездоровой красоты. С точки зрения мрачности он затмевает почти что всё». Пэт Блэшилл из Rolling Stone заявив, что «A Perfect Circle звучат как отчаянная мечта о былом образе рока. Может быть так и задумывалось». Тайлер Фишер из Sputnikmusic положительно оценил альбом, написав: «среди этих блестящих песен альбом может предложить гораздо больше, большинство песен чрезвычайно мелодичны и красивы, звук, который A Perfect Circle охватывает на следующем альбоме Thirteenth Step и выводит на другой уровень». Стюарт Грин из Exclaim! описал альбом как «довольно прямолинейную рок-запись, по крайней мере, по стандартам Tool», добавив также, что «с добавлением любезной скрипки басистки Паз Ланшантин, флейты и других атрибутов прог-рока, пластинка приобретает гораздо более динамичный характер, сохраняя при этом свою тяжесть».
В 2005 году в книге изданной немецким музыкальным сайтом Rock Hard, где есть топ «500 лучших рок- и метал-альбомов всех времён», Mer de Noms занял 443 место. Также альбом занял 15 место в топе Loudwire «Лучшие дебютные альбомы хард-рока». В 2016 году музыкальное издательство Metal Hammer поместило альбом в свой список «10 наиважнейших альт-метал альбомов».

## Список композиций
Все тексты написаны Мэйнардом Джеймосом Кинаном, вся музыка написана Мэйнардом Джеймсом Кинаном и Билли Хауэрделом.
| №                   | Название            | Длительность |
| ------------------- | ------------------- | ------------ |
| 1.                  | «The Hollow»        | 2:59         |
| 2.                  | «Magdalena»         | 4:06         |
| 3.                  | «Rose»              | 3:26         |
| 4.                  | «Judith»            | 4:07         |
| 5.                  | «Orestes»           | 4:48         |
| 6.                  | «3 Libras»          | 3:40         |
| 7.                  | «Sleeping Beauty»   | 4:11         |
| 8.                  | «Thomas»            | 3:29         |
| 9.                  | «Renholdër»         | 2:25         |
| 10.                 | «Thinking of You»   | 4:35         |
| 11.                 | «Breña»             | 4:25         |
| 12.                 | «Over»              | 2:21         |
| Общая длительность: | Общая длительность: | 44:32        |

| №                   | Название            | Длительность |
| ------------------- | ------------------- | ------------ |
| 13.                 | «Orestes» (Demo)    | 3:24         |
| Общая длительность: | Общая длительность: | 47:49        |

### Примечание
- Виниловая версия содержит «Sleeping Beauty» с расширенным вступлением (4:57) и альтернативным миксом «Over» (3:07).

## Участники записи[45]
A Perfect Circle
- Мэйнард Джеймс Кинан — вокал, калимба (трек 12)
- Билли Хауэрдел — бэк-вокал (треки 1, 4, 5 и 9-11), гитара (треки 1-11), бас-гитара (треки 1-6, 8, 10 и 11), клавишные (трек 5), пианино (треки 9 и 12)
- Трой Ван Левен — соло-гитара (треки 7 и 10)
- Паз Ланшантин — бэк-вокал (треки 4, 5 и 9), скрипка (треки 3, 6 и 9), бас-гитара (трек 7)
- Джош Фриз — перкуссия (трек 9), барабаны (треки 2-11)

Приглашённые музыканты
- Тим Александр — барабаны (трек 1)
- Лучано Ленчантин — альт (трек 6)
- Дрэйвен Годвин — перкуссия (трек 8)
- Келли Шэфер — бэк-вокал (трек 9)

Производственный персонал
- Билли Хауэрдел — продюсер, микширование, саунд-инженер
- Алан Молдер — микширование
- Фрэнк Грайнер — драм-инженер
- Эдди Шрейер — мастеринг

## Чарты

### Чарты недели
| Год  | Чарт                | Позиция |
| ---- | ------------------- | ------- |
| 2000 | Billboard 200       | 4       |
| 2000 | Top Canadian Albums | 5       |
| 2000 | Top Internet Albums | 5       |